# Multiregionaal model

Overzicht van het Multiregionale model

Het multiregionale model uit de paleoantropologie is een van de theorieën over het ontstaan van de mens. Dit model, dat tientallen jaren door vrijwel alle paleoantropologen werd aangehangen, stelt dat de moderne mens niet op één plaats is ontstaan. De overgang van aapachtige naar mensachtige vond wel plaats in Afrika, dat viel niet te ontkennen, maar men meende dat er voldoende aanwijzingen waren dat bijvoorbeeld de moderne Aziaten afstammen van de groep Homo erectus die na zijn vertrek uit Afrika, ongeveer 1,9 miljoen jaar geleden, naar Azië was getrokken, terwijl de Europeanen nazaten zouden zijn van de neanderthalers. Al deze groepen evolueerden geleidelijk tot Homo sapiens, wat mogelijk was doordat de verschillende populaties al die tijd voldoende contact hadden en voldoende genetisch materiaal uitwisselden om niet tot afzonderlijke soorten te evolueren. Een sterk argument voor deze opvatting is dat de kenmerken van moderne mensen, inclusief de kenmerken die beschouwd werden en worden als kenmerkend voor rassen, alleen het gevolg kunnen zijn van genetische bijdragen van een aantal oudere afstammingslijnen die semi-onafhankelijk van elkaar in verschillende delen van de wereld evolueerden. Paradoxaal genoeg is een ander sterk argument voor deze opvatting dat de verschillen tussen de fossielen van mensachtigen die jonger zijn dan ongeveer 1,9 miljoen jaar geleden eigenlijk niet groot genoeg zijn om indeling in verschillende soorten te rechtvaardigen. In die opvatting was Homo erectus eigenlijk al Homo sapiens.

## Controversiële theorie
Er is al jaren veel kritiek op de theorie. Men heeft de aanhangers racisme verweten, omdat het model de indeling in rassen zou rechtvaardigen, vaak door verwarring met het polygenetisch model. Ook gaat het model in tegen de heersende opvattingen over soortvorming: biologen gaan ervan uit dat soorten voornamelijk door allopatrie ontstaan in een klein gebied waar een groep geïsoleerd raakt en zich zo apart ontwikkelt dat verwante groepen zich er niet meer mee voortplanten. Er is wel gezegd dat het multiregionale model door geen enkele evolutiebioloog zou worden geaccepteerd als verklaring voor het ontstaan van een andere soort dan Homo sapiens.
Verder zijn er fossielen van steeds modernere voorlopers van de moderne mens gevonden in Afrika, die altijd ouder bleken te zijn dan vergelijkbare fossielen in andere delen van de wereld.
Lange tijd werd binnen de ontdekkingsgeschiedenis van de neanderthaler ook aangenomen dat de neanderthaler de directe voorloper van de moderne mens was, hoewel de fossielen van neanderthalers en cro-magnonmensen daar weinig aanleiding voor geven.
Maar onlangs heeft Alan R. Templeton met een statistische analyse aangetoond dat de variatie in het menselijke genoom alleen verklaard kan worden uit drie migraties uit Afrika: een omstreeks 1,9 miljoen jaar geleden, een omstreeks 700.000 jaar geleden en de recente uittocht van het vervangingsmodel, wat het multiregionale model weer steun geeft. Volgens Templeton is gedurende de verschillende migraties sprake van permanente uitwisseling van genetisch materiaal tussen de verschillende groepen en derhalve kan niet worden gesproken van verschillende soorten. Homo sapiens en Homo erectus (de soort die de eerste migratie uitvoerde) zijn in zijn optiek een en dezelfde soort.
Volgens de grondlegger van het multiregionale evolutiemodel de Britse anatoom Arthur Keith, ontwikkelden de Australische aboriginals zich uit de Javaanse Homo erectus. Dat deze theorie op dit punt onjuist is, toont het anatomisch onderzoek van Westaway et al. aan, waarin een zeer groot aantal fossiele schedels uit Australië, Indonesië en het Midden Oosten onderzocht werden. De resultaten van deze studie laten zien, dat er geen sporen van de Javaanse Homo erectus bij de Australische fossielen aangetroffen zijn. De Aboriginals stammen niet af van de Javamens, zoals het oorspronkelijke multiregionale model voorspeld heeft.

## Een steen des aanstoots
De discussie tussen het Multiregionaal en Out of Africa-model is weer opgelaaid door de vondst van een onderkaak en twee kiezen, opgegraven in een grot bij Zhirendong in Zuid-China.
Volgens de Out of Africa theorie heeft onze soort Homo sapiens zich vanuit Afrika verspreid over de wereld, waar hij zijn primitievere voorgangers verdrong. Ongeveer 90.000 jaar geleden maakte H. sapiens een korte excursie naar het Midden-Oosten, maar de definitieve doorbraak kwam pas ongeveer 50.000 jaar geleden. Toen rukte de moderne mens op naar Europa en Azië. Andere mensensoorten zijn in de periode hierop volgend uitgestorven.
De nieuw gevonden botten zijn echter veel ouder: zeker 100.000 jaar, waardoor ze de oudste moderne menselijke fossielen in Oost-Azië zijn. En ze liggen op een plek waar volgens de huidige inzichten toen nog helemaal geen moderne mensen woonden, namelijk in Zuid-China. Ze gaan meer dan 60.000 jaar vooraf aan de oudste tot dusver bekende moderne menselijke restanten in de regio.
De stoffelijke resten lijken het meest op vroegmoderne oermensen uit Afrika. De kin aan de opgegraven onderkaak is recht en hoog, net als bij moderne mensen, maar anderzijds is het bot steviger dan je normaal van een Homo sapiens zou verwachten. De fossielen behoren toe aan twee of drie individuen, die vermoedelijk als jongvolwassenen zijn gestorven.
Het Chinees-Amerikaanse team houdt het erop dat het hier gaat om een tussenvorm tussen ouderwets en modern. Het is zelfs niet uitgesloten dat het om een mengvorm gaat. Ook is het denkbaar dat de fossielen toebehoren aan een nieuw soort mensachtige, die ter plaatse is ontstaan: 

"The age and morphology of the Zhiren Cave human remains support a modern human emergence scenario for East Asia involving dispersal with assimilation or populational continuity with gene flow. It also places the Late Pleistocene Asian emergence of modern humans in a pre-Upper Paleolithic context and raises issues concerning the long-term Late Pleistocene coexistence of late archaic and early modern humans across Eurasia."
Kortom: De gegevens zijn volgens dit onderzoeksteam niet verenigbaar met enig scenario waarbij de mens wegtrok uit Afrika en de andere populaties verving.
De Chinese vondsten worden bevestigd door een andere vondst. Op Java zijn kort voor de 2de Wereldoorlog eveneens sporen (tanden) van een vroege hominide ontdekt, die circa 128.000 jaar oud waren.
Mogelijkerwijs zijn de moderne mensen veel eerder in Azië gearriveerd. Alleen de fossiele sporen om dit te bewijzen ontbraken. In dat geval moet de emigratiegolf van 50.000 BP in een ander licht worden gezien. Deze heeft niet of slechts in geringe mate plaatsgevonden. De snelle verspreiding van de mens kan een gevolg zijn geweest van de natuurlijke bevolkingsgroei van al lokaal aanwezig zijnde mensen.
Tot circa 50.000 BP leefden in China en andere delen van Azië de Homo erectus. Deze mensensoort moet dan ook meer dan 100.000 jaren samen geleefd hebben met een mogelijke anatomisch moderne mens (AMH). Rond 50.000 BP sterft de Homo erectus in grote delen van Azië uit. Alleen op Java heeft hij het nog 25.000 jaar volgehouden. De Javaanse erectus groep, de Solo mens (Homo erectus soloensis), heeft misschien wel tot 27.000 jaar geleden geleefd. De Solo mens was een erectus populatie met een voor die soort relatief grote herseninhoud (1250 cc) die in Ngangdong op het Indonesische eiland Java leefde. De Solo mens wordt tot een ondersoort van de H. erectus gerekend. Hij is echter moderner van opbouw.
Evenals de neanderthaler hebben deze archaïsche mensachtige eveneens hun sporen in het genetisch materiaal van vooral de Oost-Aziatische mensen achtergelaten.
De Chinese wetenschappers worden in hun opvatting verder gesterkt, door de ontdekking dat naast de Neanderthaler ook de Homo denisova zich met de moderne mens gemengd heeft. Deze ontdekkingen laten zien, dat de "Out of Africa"-theorie (I en II) bijgesteld moet worden.

## Voetnoten
1. ↑  (en) Storm, Paul (2001) Aboriginals zijn geen afstammelingen van de javamens. In: Natuur & Techniek, 2001, jaargang 69, afl. 12
2. ↑  (en) Westaway, Michael C.; groves, Colin P. (2009) The mark of Ancient Java is on none of them. In: Archaeoi. Oceania 44, pp.84-95
3. 1 2  (en) Liu, Wu et al., Human remains from Zhirendong, South China, and modern human emergence in East Asia. PNAS 2010, 107 (45) 19201-19206. DOI:10.1073/pnas.1014386107.
4. ↑  (en) Hawks, John, Zhirendong puts the chin in China. Bezocht: 3 februari 2011
5. 1 2  (nl) Keulemans, Maarten, 'Onmogelijke' oermens zet Afrika-theorie op scherp. New Scientist (1 november 2010). Geraadpleegd op 3 februari 2011.
6. ↑  (en) Hirst, K. Kris, Ngandong Hominids, Indonesia. Bezocht: 4 februari 2011.
7. ↑  (en) Swisher III, C.C. et al. Latest Homo erectus of Java: Potential Contemporaneity with Homo sapiens in Southeast Asia. Science 13 December 1996: 1870-1874. DOI:10.1126/science.274.5294.1870.
8. ↑  (en) Garrigan, Daniel et al., Evidence for Archaic Asian Ancestry on the Human X Chromosome. Mol Biol Evol (2005) 22(2): 189-192
9. ↑  (en) Foley, Jim (28 december 2010) A Full Genome from Denisova, Siberia. Bezocht: 7 januari 2011